# Stella di Gallipoli
La medaglia di guerra ottomana (in turco:Harp Madalyası), meglio conosciuta col nome di Stella di Gallipoli o Mezzaluna di ferro (in tedesco Eiserner Halbmond, con allusione alla Croce di ferro) fu una decorazione militare dell'Impero ottomano istituita dal sultano Mehmet V il 1º marzo 1915 per atti d'onore in battaglia. Essa venne conferita durante tutta la prima guerra mondiale ai turchi ed agli alleati delle potenze centrali occupate sul territorio turco.

## Disegno e composizione
La decorazione si compone di tre elementi: una medaglia, un nastro ed una barretta di campagna.
La medaglia, realizzata in bronzo placcato di nichel, era composta da una stella a cinque punte di 56mm di diametro da braccio a braccio. La stella era smaltata di rosso, bordata d'argento e pomata d'oro. Al centro si trovava una mezzaluna d'argento riportante il monogramma simbolico del sultano Mehmed V e sotto la data 1333 (nel calendario cristiano 1915). Il retro era color argento e riportava una spilla per appuntare la medaglia all'uniforme di gala.
Il nastro era rosso affiancato da una striscia bianca per parte per i combattenti e bianco con una striscia rossa per parte per i non combattenti. Il nastro era utilizzato in sostituzione della decorazione sulla divisa quotidiana. Per i militari tedeschi e austriaci che avessero già ricevuto anche la Croce di Ferro che aveva la medesima tradizione di apporre un nastro in sostituzione della decorazione stessa sulla divisa quotidiana, la Stella di Gallipoli occupava il secondo posto dopo la Croce tedesca.
La barretta di campagna serviva per completare il nastro e identificare le campagne alle quali l'insignito aveva preso parte:
- Chanakkale/Chanak (Gallipoli)
- Gaza
- Kanal
- Kut-al-Amara
- Sanatorium

## Insigniti notabili
- Goffredo de Banfield
- Richard von Berendt
- Werner von Fritsch
- Gusztáv Jány
- Ahmed İzzet Pasha
- Wilhelm Marschall
- Walter Model
- Camillo Ruggera
- Kurt-Jürgen von Lützow

## Galleria d'immagini

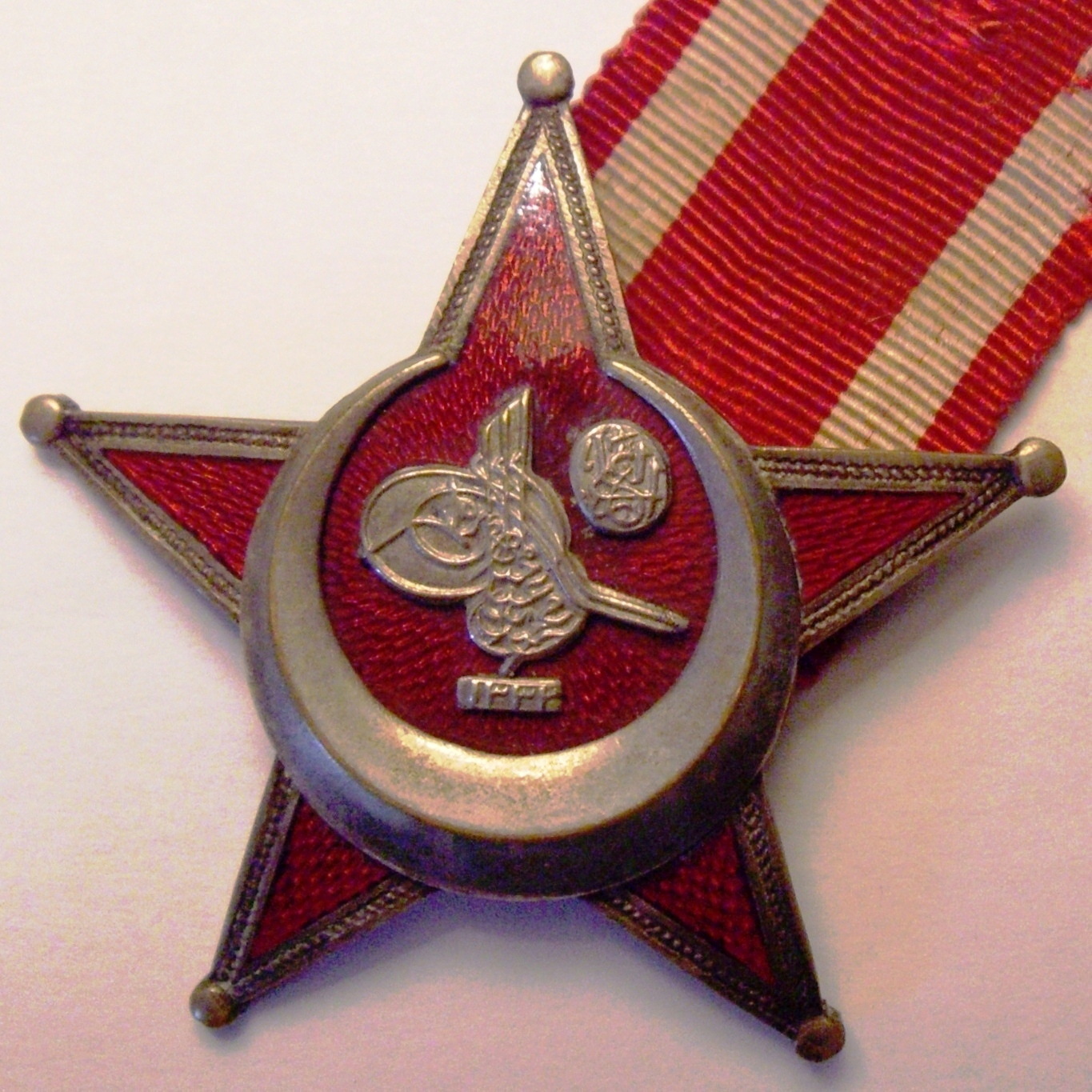
Stella di Gallipoli con nastro
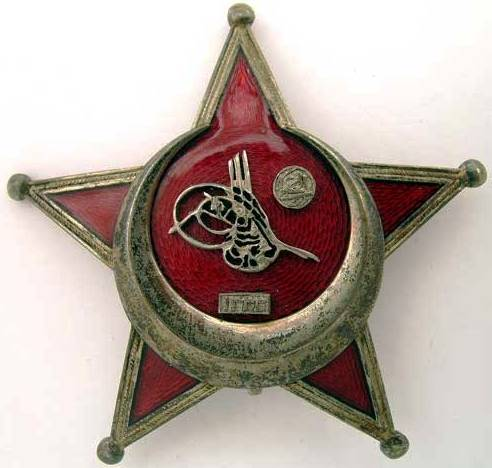
Stella di Gallipoli - manifattura turca
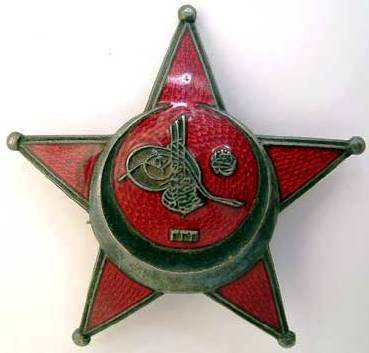
Stella di Gallipoli - manifattura Godet
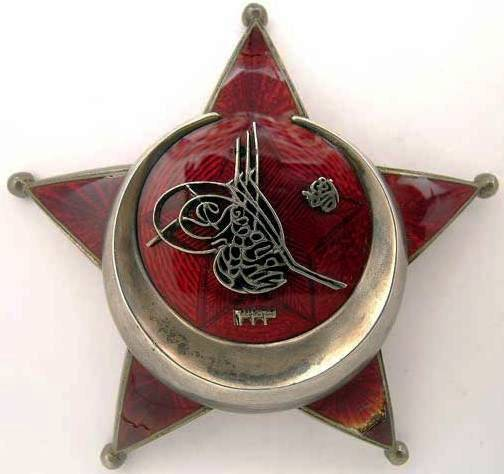
Stella di Gallipoli - manifattura J.H. Werner